# Bowie Lam
Bowie Lam Bo-Yee (caratteri cinesi: 林保怡; pinyin: Lín Bǎoyí; jyutpig: Lam4 Bou2 Ji4; Hong Kong, 4 settembre 1965) è un cantante, attore e musicista cinese con origini del Guangdong, nella Cina continentale.
I suoi ruoli più popolari sono stati quelli nelle serie televisive di Hong Kong File of Justice ed Healing Hands.

## Biografia e carriera
Prima di entrare nel mondo dello spettacolo, Bowie Lam è stato impiegato in lavori di vario genere, tra i quali quello di ufficiale della Polizia di Hong Kong per un breve periodo di tempo. Ha poi debuttato come attore nel 1986, nel film Kiss Me Goodbye, seguito qualche anno dopo (nel 1989) dal debutto musicale.
La carriera come attore di Lam ha subito una svolta nel 1991, quando ha firmato un contratto con la rete televisiva TVB. L'anno successivo è stato inserito in un ruolo di supporto nella serie televisiva The Greed of Man, al fianco di Sean Lau, Vivian Chow, Adam Cheng ed Amy Kwok. Hanno fatto seguito diverse altre fiction di successo trasmesse sulla TVB: Files of Justice (1994–1997), Untraceable Evidence (1997-1999) ed Healing Hands (1998-2005). Il ruolo più importante di Lam, tuttavia, è considerato quello di Suen Bak-Yeung nella serie del 2004 War and Beauty, che ha ottenuto grande successo sia ad Hong Kong che nella Cina continentale.

## Filmografia

### Cinema
- Lian ai ji jie, regia di Yuen-Leung Poon (1986)
- Yan man ying hung, regia di Derek Yee (1987)
- Mong ming yuen yeung, regia di Alfred Cheung (1988)
- Meng guo jie, regia di Derek Chang (1988)
- Da gong kuang xian qu, regia di Andy Wing-Keung Chin (1989)
- Jiang shi yi sheng, regia di Jamie Luk (1990)
- Ngo oi nau man choi, regia di Mabel Cheung e Alex Law (1992)
- Hard Boiled (Lat sau san taam), regia di John Woo (1992)
- Lung tang sei hoi, regia di Clarence Fok (1992)
- Fei nu zheng zhuan, regia di Louis Tan (1992)
- Hap sing, regia di Wen-Yun Huang (1992)
- Bei mei chuan qi, regia di Kwok-Wai Lau (1992)
- Mui gwai mui gwai ngo oi nei, regia di Jacky Yee Wah Pang (1993)
- Yi dai xiao xiong: San zhi qi, regia di Taylor Wong (1993)
- Chiu kup gai wak, regia di Stanley Tong (1993)
- Ai dao jin tou, regia di Shui-lun Lui (1993)
- Lung foo san fung wan: Tau ho tung kap faan, regia di Kam Tin Wong (1994)
- Tao chu hei she hui de ri zi, regia di Wing-Tin Kwan e Fen Lu (1994)
- Luen oi dik tin hung, regia collettiva (1994)
- Wan choi tung ji, regia di Billy Chan (1994)
- Mung chai yan, regia di Herman Yau (1994)
- Ci Yun Shan shi san tai bao, regia di Billy Hin-Shing Tang (1995)
- Jiu shi shen gun, regia di Chi-Ngai Lee (1995)
- Yee yuet sam sap, regia di Wellson Chin e Danny Ko (1995)
- Pan ni qing yuan, regia di Long-Cheung Tam (1995)
- Kuang ye san qian xiang, regia di Billy Hin-Shing Tang (1996)
- Gik dou sau sing, regia di Barry Chu (1996)
- Hon fei, regia di Siu-Hung Chung (1996)
- Wo you wo feng kuang, regia di John Hau (1997)
- Suen sei cho, regia di Joe Ma (1997)
- Yuen chuen sat hung, regia di John Hau (1997)
- Gwai gwat cheung, regia di Ka Ka (1998)
- Millionaire - The Unbeatable Master, regia anonima (1999)
- The Sniper (San cheung sau), regia di Dante Lam (2009)
- Gam chin dai gwok, regia di Jing Wong (2009)
- Caught in Trap, regia di Zuo Nan Li (2014)
- The Crossing, regia di John Woo (2014)
- The Crossing 2, regia di John Woo (2015)
- 'S' fung bou, regia di David Lam (2016)
- Lin shi yan yuan, regia di Cub Chien e Bowie Wong (2017)
- Wait Here, regia di Yi Lin Guo (2017)
- Bleeding Steel - Eroe di acciaio (Ji qi zhi xue), regia di Leo Zhang (2017)

### Televisione
- Daai see doi – serie TV, 15 episodi (1992)
- Mei mei tin wong – serie TV (1997)
- Untraceable Evidence – serie TV (1997)
- Miu sau yun sum – serie TV (1998)
- Guo shan che, regia di Ah-Gan e Ka Ka - film TV (1998)
- Untraceable Evidence II – serie TV (1999)
- Miu sau yun sum yee – serie TV (2000)
- Invisible Journey – serie TV (2002)
- Chi yung san ging gai – serie TV (2003)
- Gam chi yuk yit – serie TV (2004)
- Kung Fu Soccer – serie TV (2004)
- Miu sau yun sum saam – serie TV (2005)
- Chui si hau ming – serie TV (2005)
- For mo wong saa – serie TV (2006)
- CIB ying si ching bo for – serie TV (2006)
- Chu kwong bo hei – serie TV (2009)
- Duk sum san taam – serie TV, 20 episodi (2010)
- River of Wine – miniserie TV, 25 episodi (2011)
- Tin yu dei – serie TV, 28 episodi (2011-2012)
- Strangers 6 – serie TV, episodi 1x1 (2012)
- Margaret & David: Green Bean – serie TV (2016)
- Taan Sik Kiu – serie TV (2020)

## Doppiatori italiani
- Tony Sansone in Hard Boiled
- Pasquale Anselmo in The Sniper

## Singoli e colonne sonore
- Unsuspectingly (不知不覺) feat. Kit Chan, sigla di apertura di Healing Hands II (2000)
- Love Does Not Leave (愛不出口), inserita nella colonna sonora di Healing Hands II (2000)
- Canzone tema della colonna sonora di Fight for Love (2002)
- Cover Your Eyes to See the World (闔上眼睛看世界), sigla di apertura di Invisible Journey (2002)
- Don't Fear the Dark (不要怕黑), inserita nella colonna sonora di Invisible Journey (2002)
- Split (一字馬), sigla di apertura di Vigilante Force (2003)
- If You Were My Lover (如果你是我的愛人), inserita nella colonna sonora di Vigilante Force (2003)
- Children (兒女), sigla di apertura di War and Beauty (2004)
- Arsenic (砒霜), inserita nella colonna sonora di War and Beauty (2004)
- The Eagle Soars (飛鷹翱翔(完整)), sigla di chiusura di Always Ready (2005)
- With You Everyday (和你的每一天), canzone tema di Healing Hands III (2005)
- The Wrong Gray Is Correct (灰色錯對), sigla di apertura di Misleading Track (2005)
- Intelligence (情報), sigla di apertura di CIB Files (2006)
- Wind Sand (風沙), sigla di apertura di The Dance of Passion (2006)
- The Two Words of Love (相戀兩個字) feat. Gigi Lai, sigla di chiusura di The Gem of Life (2008)